# Гарёвка (Вологодская область)
Гарёвка — упразднённая деревня в Бабушкинском районе Вологодской области.
Входила в состав Березниковского сельского поселения, с точки зрения административно-территориального деления — в Березниковский сельсовет.
Расстояние до районного центра села имени Бабушкина по автодороге — 107 км, до центра муниципального образования Воскресенского по прямой — 23 км. Ближайший населённый пункт — Грушино.
В 1999 году внесена в реестр населённых пунктов Вологодской области как Участок Гаревка. В 2001 году название изменено на д. Гарёвка.
По данным переписи в 2002 году постоянного населения не было.
Упразднена в июле 2020 года.